# 历史将宣判我无罪

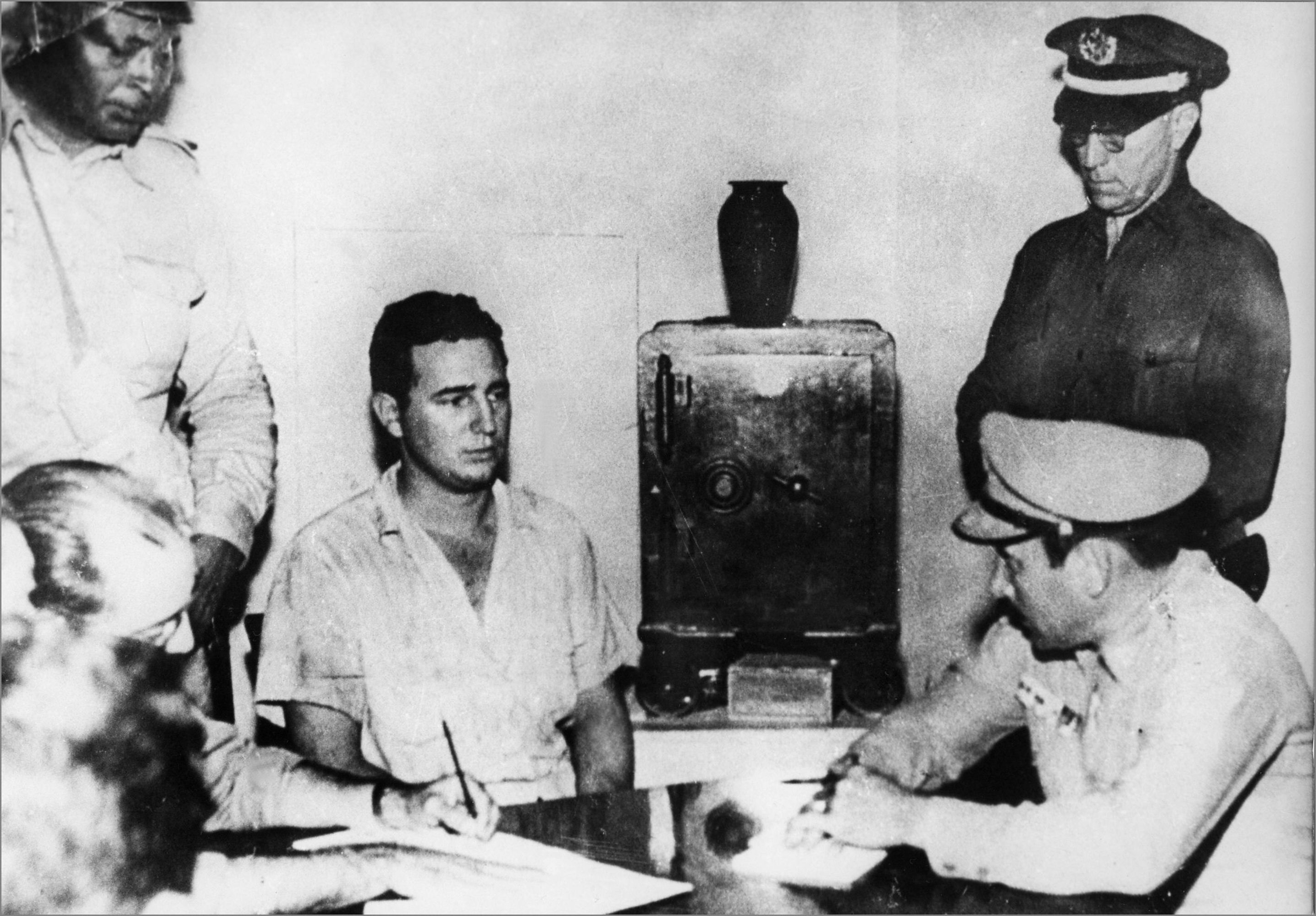
菲德尔·卡斯特羅在攻打蒙卡達兵營行动失败後被捕。

《历史将宣判我无罪》（西班牙語：La historia me absolverá）是古巴革命领导人菲德尔·卡斯特罗在1953年7月26日攻打蒙卡達兵營行動失败被捕后，于同年10月16日在受审的法庭上所作的长达两小时的著名长篇自我辩护词。在这篇辩护词中，菲德尔·卡斯特罗严词批驳了巴蒂斯塔独裁政权肆意践踏古巴宪法、法律和司法程序的野蛮行径，表达了他将为古巴的自由而献身的不灭信念。這篇演講後來成為他七二六運動宣言。
菲德尔·卡斯特罗在1955年被巴蒂斯塔当局释放。《历史将宣判我无罪》也被后人视作辩护词的典范。

## 正文选摘
|  | 我知道我会被迫沉默多年……但是我的声音不会因此被压下去，哪怕我最感孤独的时候，我的心中也聚集着力量，不管那些没有心肝的懦夫怎样隔离我，打击我，我心中的热情也会迸发为我的声音。 |

|  | 至于我自己，我知道我在狱中将同任何人一样备受折磨，狱中的生活充满着卑怯的威胁和残暴的拷打，但是我不怕，就像我不怕夺去了我70个兄弟的生命的可鄙的暴君的狂怒一样。判决我吧！没有关系。历史将宣判我无罪！ |